# Risk of Rain
Risk of Rain es un videojuego de plataformas de 2013 desarrollado por Hopoo Games y publicado por Chucklefish. El juego, inicialmente creado por una pareja de estudiantes de la Universidad de Washington usando GameMaker engine, fue financiado a travs de Kickstarter antes de ser lanzado para Microsoft Windows en noviembre de 2013.Las adaptaciones para las versiones de OS X y Linux se lanzaron un año después, y las versiones de consolas se lanzaron en la segunda mitad de la década de 2010
En Risk of Rain los jugadores controlan al superviviente del choque de un carguero espacial en un planeta extraño. Los jugadores intentan sobrevivir matando monstruos y recogiendo objetos que pueden mejorar sus habilidades ofensivas y defensivas. El juego tiene la característica de una escala de dificultad que aumenta con el tiempo, obligando al jugador a elegir gastar su tiempo en conseguir experiencia y completando niveles rápido antes de que los monstruos se vuelvan más difíciles. El juego soporta hasta 10 jugadores en juego cooperativo en línea y hasta 2 jugadores en juego cooperativo local. La secuela, Risk of Rain 2, salió en agosto de 2020.

## Jugabilidad
Al principio del juego el jugador selecciona uno de los doce personajes. Inicialmente, solo hay un personaje disponible: el Comando. Mientras que el jugador va completando varios objetivos dentro del juego, los personajes se irán desbloqueando. Cada personaje tiene varias estadísticas y un set de movimientos únicos, por ejemplo: el Francotirador tiene la habilidad de golpear a criaturas desde un gran rango de distancia pero su velocidad de disparo es lenta, mientras que el Comando puede hacer daño rápidamente en poca cantidad y en un rango cercano.
Durante el juego, el objetivo es colocar un teletransportador, siempre colocado en un lugar aleatorio del nivel. Mientras los jugadores lo busca se encontrarán con muchos enemigos, y deben matarlos para progresar, conseguir dinero y puntos de experiencia. Mientras los jugadores ganan experiencia estos subirán de nivel, ganando cada vez más puntos de vida y daño. El dinero se utiliza para abrir varios cofres, comprar objetos en las tiendas, activar drones de ataque que ayudarán en combate o rezar en altares para tener una probabilidad de que den objetos aleatorios, descritos en la historia del juego como la "mercancía del Carguero Espacial". Hay más de 110 objetos en el juego y estos otorgan beneficios como bonificaciones pasivas que mejoran las capacidades ofensivas o defensivas o un utilizable especial con un tiempo de enfriamiento. Los jugadores solo pueden tener un utilizable en el inventario, pero pueden acumular todos los objetos pasivos que quieran incluyendo múltiples versiones del mismo objeto. La localización de estos objetos se adjudica aleatoriamente a través de generación procedimental.
Una vez los jugadores encuentren el teletransportador, tras ser activado comienza una cuenta atrás de 90-120 segundos, dependiendo de la dificultad seleccionada. Durante este tiempo una cantidad mayor de enemigos, incluyendo al menos un jefe empezarán a aparecer. Después de la cuenta regresiva dejan de aparecer enemigos y entonces se puede avanzar hacia la siguiente zona. Al salir del nivel, cualquier dinero restante que el jugador no haya gastado se convertirá en puntos de experiencia. En el penúltimo nivel, los jugadores tienen la opción de elegir el teletransportador hacia nivel final, o usar un teletransportador para jugar los niveles anteriores de nuevo, para probarse a sí mismos y ver cuánto duran sin morir; cuando esta última opción es elegida, el teletransportador en estos niveles permitirá esta elección de seguir hasta el nivel final o continuar por los niveles adicionales. En el nivel final, el jugador debe luchar con el jefe final. Si este es derrotado, el jugador debe escapar del planeta antes de que una cuenta regresiva llegue a cero.
La dificultad de este juego está determinada por un cronómetro. La dificultad del nivel aumentará cada cinco minutos hasta 10 niveles, lo que afecta los puntos de vida y el daño causado por los monstruos recién creados. Adicionalmente, los personajes de jefe pueden aparecer antes de que los jugadores hayan encontrado el teletransportador en dificultades mayores. Si se juega solo, el juego acaba cuando el jugador muere. En el modo multijugador, si el jugador muere debe esperar a que los demás jugadores sobrevivan hasta el siguiente nivel, donde resucitarán y podrán volver a jugar.
Los objetos se otorgan en base al variado progreso que ha hecho el jugador en el meta-juego, a lo largo de repetidas partidas. Por ejemplo, derrotar a ciertos jefes por primera vez desbloquearan un objeto que puede aparecer en futuras partidas. Otros objetos están basados en ir completando ciertos objetivos, como ganas el juego un número de veces, o realizar ciertas metas con personajes específicos. En los modos Rainstorm o Monsoon, los monstruos soltarán algunas veces "Log Books" que describe a los monstruos, esto mismo es usado para desbloquear más ítems y algún personaje.

## Desarrollo.

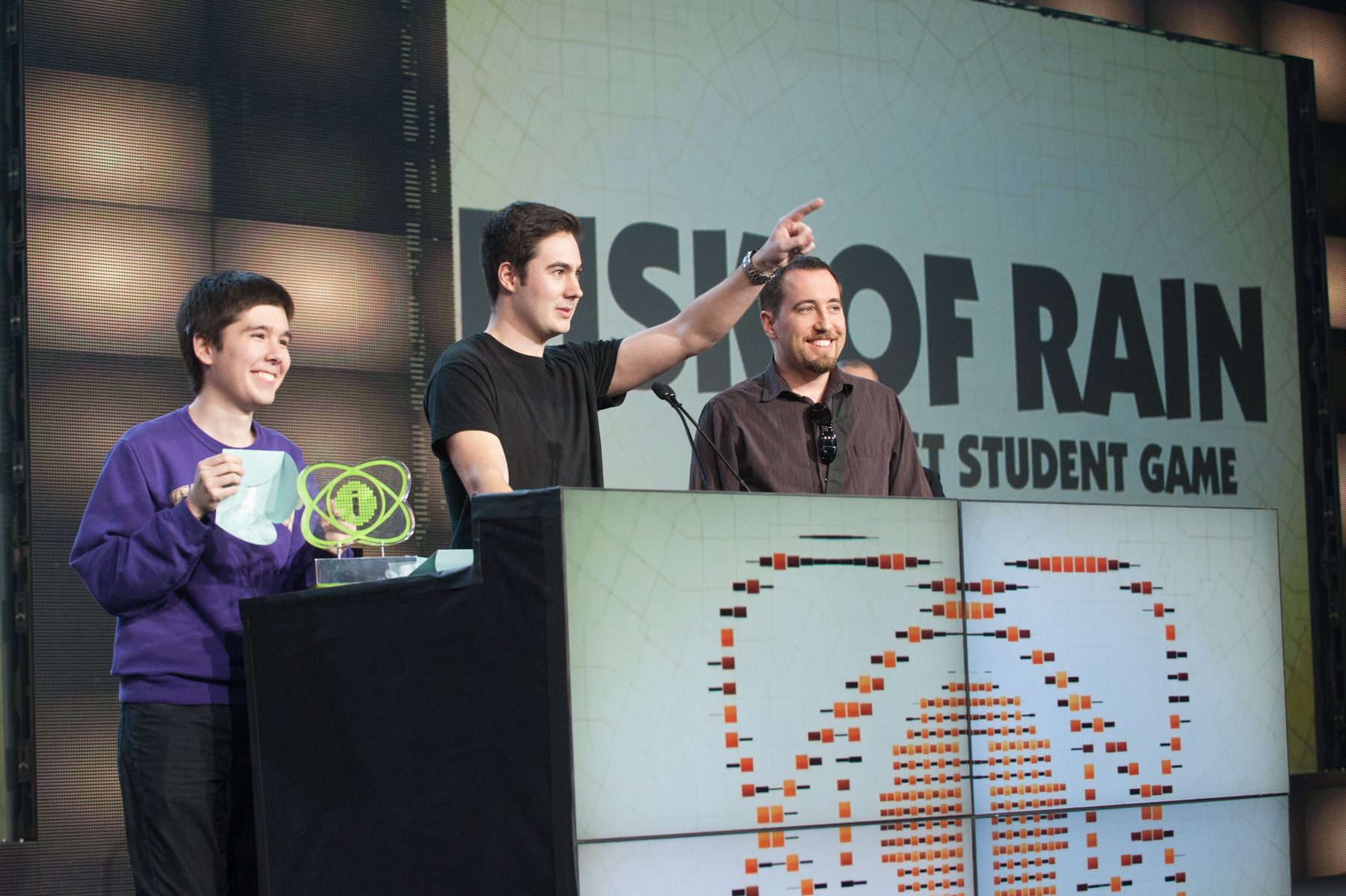
Duncan Drummond (left), Paul Morse, y Matthew Griffin of Yeti Trunk, recibiendo el premio al mejor estudiante en el Festival de Juegos Independientes de 2014

Risk of Rain fue desarrollado por dos estudiantes de la Universidad de Washington, Duncan Drummond y Paul Morse lanzaron el juego bajo el nombre de Hopoo Games. Ambos tomaron inspiración de sus juegos favoritos en el pasado combinándolos en un solo paquete, centrándose principalmente en los géneros plataformeos y de mazmorras (roguelike). Ellos también querían añadir a la idea del juego que dificultad escala la cual "pone al jugador un sentido de urgencia que les hace hacer elecciones difíciles a menudo". Risk of Rain fue desarrollado usando la herramienta de GameMaker: Studio. El título Risk of Rain fue elegido no solo para permitir que el juego fuera fácilmente buscable a través de Internet, pero también para aludir al concepto de un solo protagonista en un gran mundo de videojuego que está siempre preocupado "por el riesgo del error o de que pasen cosas malas".
La idea original de Drummond y Morse que tenían para el juego, que empezó a desarrollarse cuando eran estudiantes de segundo año, era una defensa de la torre donde la dificultad de las criaturas atacantes aumentaba con la distancia desde donde estaban hasta el punto de defensa, pero se dieron cuenta de que los jugadores optarían por evitar jugar más a partir de ese punto. Buscaron para encontrar la manera de forzar al jugador para mantenerse moviéndose y llegó la idea del concepto "dificultad = tiempo". Aunque esto esté implementado para que aparezca que la dificultad aumenta cada cinco minutos para el jugador, internamente, el contador de dificultad aumenta cada minuto para crear una transición de dificultad más suave para el jugador. Este contador se traduce en un crecimiento semi-exponencial en la fuerza de los enemigos creados recientemente, un crecimiento semi-logarítmico en la vida de estos y en el crecimiento de la vida por nivel del personaje. Drummond y Morse encontraron que crearon una jugabilidad favorable para crear momentos "buenos y malos" para mantener al jugador en el filo constante, haciendo que el jugador se sienta fuerte contra los enemigos y que poco más tarde le cueste mantenerse con vida. Otra mecánica que habían explorado con la "dificultad = tiempo" fue la de incorporar la velocidad a la que el jugador elimina enemigos en el contador de dificultad, pero esto quitaba los momentos "buenos y malos" en el juego.
Otro elemento de la dificultad fue el ritmo al que los enemigos eran generados. El juego utiliza una inteligencia artificial (IA) que "compra" enemigos para aparecer en intervalos aleatorios utilizando un sistema de puntos; esta IA da puntos de ritmo que escalan con el contador de dificultad. Los enemigos tienen valores de puntos, cada enemigo más difícil cuesta más puntos, y la IA comprará tantos como pueda. Dado a las limitaciones con GameMaker, Drummond y Morse vieron que cuando demasiados enemigos estaban presentes a la vez, el juego se volvía estresante y tedioso, así que crearon un recurso para la IA para comprar una "elite" de enemigos en vez de comprar cinco de un solo tipo; estas elites de enemigos tendrían atributos adicionales, como mayor daño de ataque y un reto mayor de matar. Encontraron esta alternativa que añadió un dinamismo extra para el juego, el cual Drummond lo llamaba como "la fusión de la funcionalidad del juego y el diseño". Risk of Rain fue probado primariamente para balancear el sistema de dificultad, y Drummon y Morse estaban al tanto de todos los objetos disponibles para adquirir en el juego. Es posible "romper el juego" al recoger combinaciones específicas de objetos caídos que pueden hacer al jugador excesivamente poderoso y hasta llegar a ser invencible. Creen que esto era aceptable ya que estaba muy unido al generador aleatorio dentro del juego.
El juego es presentado en gráficos en dos dimensiones y 8-bits. Esta economía en los gráficos permitieron desarrollar "Sprites" para nuevos enemigos muy fácil, a la vez que les permitió presentar una gran sensación de escalado para los jefes grandes en comparación con el personaje del jugador. Los diseños de personajes están hechos para diferenciarlos entre todos, y para las habilidades se apoyaron en la habilidad del jugador para tratar de darles la satisfacción de jugar bien, como otorgar el aumento de daño en el Francotirador si el jugador calibra las recargas apropiadamente.
Tras completar la mayoría del núcleo del juego con su presupuesto universitario, el equipo de Hopoo Games inició un Kickstarter para ganar fondos adicionales para actualizar el juego a la última versión de GameMaker, conseguir un músico para la banda sonora, y añadir un control de calidad adicional. El Kickstarter se lanzí en abril de 2013 buscando 7.000$, y acabando con más de 30.000$  de patrocinadores. Esto les permitió contratar a Chris Christodoulou para componer la banda sonora del juego añadiendo características del gameplay al título. El éxito en el Kickstarter llevó a publicar una colaboración con Chucklefish, dándoles espacio en el servidor y foros para los jugadores. Luego se ganarían la ayuda de Matthew Griffin, de Yeti Trunk, otro desarrollador que trabajó con Chucklefish, para ayudar a mejorr los códigos de multijugadore.
El equipo de Hopoo anunció en febrero de 2014 que estaban trabajando con Sony Computer Entertainment America para llevar al juego a la PlayStation Vita. Hopoo anunció que el juego podría salir para la PlayStation 4 así como con su versión en Vita, gracias a la ayuda de Code Mystics. Estas versiones apoyarían al emparejamiento de sistemas online y a la habilidad de dos jugadores locales a unirse a otros jugadores online. En la versión de Play Station también apoyaba el juego multiplataforma, permitiendo jugar a los jugadores de Play4 y a los de Vita juntos. La versión para la Nintendo Switch fue sacado el 20 de Septiembre, en 2018, apoyando el juego tanto local como online. Y la versión para Xbox One salió el 30 de agosto de 2019.

## Fecha de salida.
En febrero de 2015, Hopoo Games acompañado con IndieBox, un servicio de suscripción mensual, para ofrecer la salida en físico de Risk of Rain. Esto limitó el número de versiones individuales, la versión de coleccionista incluía un flash-drive con un archivo del juego DRM-free, es decir, sin derechos de gestión digitales, la banda sonora oficial, un manual de instrucciones, una llave de Steam, y varios objetos coleccionables de diseño personalizado. 
La secuela, Risk of Rain 2, fue lanzada como acceso anticipado en marzo de 2019 y oficialmente en agosto de 2020.

## Reconocimientos
Risk of Rain fue nombrado uno de los Studen Showcase (Demostración de estudiantes) ganadores del Independent Games Festival de 2014, y posteriormente ganó el Premio del Estudiante. El juego ya había vendido más de 3 millones de copias en 2019.